# Il n'y a d'honnête que le bonheur
 Il n'y a d'honnête que le bonheur (titre complet : Les Débuts de Brassens, en privé 1952-1955 « Il n'y a d'honnête que le bonheur »), est une compilation posthume d'enregistrements privés de Georges Brassens. L’édition originale est parue en 2001.

## Mise en perspective du contenu
1. Titres enregistrés à Bruxelles en 1952
- Brave Margot : accompagné par Pierre Cordier, Georges Brassens, en février 1952, se rend à Bruxelles pour écouter ses chansons interprétées par Patachou à l'Ancienne Belgique. Cette version de Brave Margot, est enregistrée le lendemain, avec un chœur d'amis et de musiciens de l'orchestre de la chanteuse. Georges Brassens l'enregistre officiellement le 26 octobre 1953.
- La File indienne : Brassens n'enregistre pas officiellement cette chanson. Elle est proposée à Maurice Chevalier, qui la refuse, trouvant la fin trop anarchiste. Sollicités également, Les Frères Jacques déclinent l'offre. Elle est enregistrée ultérieurement par Bernard Lavalette et Maxime Le Forestier.
- Répétition du gorille : où l'on peut entendre Brassens demander « Comment il faut faire pour chanter dans le micro ? ». Pierre Cordier, qui ce jour-là s'occupe du magnétophone, en déduit que c'est la première fois que Georges Brassens enregistre sa voix.
- Le Gorille : la version officielle du titre est enregistrée en studio le 19 mars 1953, soit moins d'un mois après cet enregistrement inédit.
- Les Croque-morts améliorés : chanson totalement inédite.
- Le Bricoleur : écrite pour Patachou, qui en fait un succès, cette version par Brassens est totalement inédite. Il existe pourtant un enregistrement studio (qui reste inédit à l'époque), de ce titre chanté par Georges Brassens (voir l'édition posthume de Georges Brassens raconte Jean Le Loup de René Fallet).
- Les Amoureux des bancs publics : Patachou interprète ici ce titre de Brassens qu'elle contribue (comme pour le précédent) à faire connaître avant que Georges Brassens n'enregistre en studio sa propre version le 10 octobre 1953.

2. Titres datant de 1952 enregistrés (probablement) à Bruxelles
- Il n'y a d'honnête que le bonheur : écrite vers 1945, cette chanson a pour titre Viens. C'est afin de ne pas créer de confusion avec la reprise de la chanson de Bécaud (voir plus bas) que Pierre Cordier la renomme ici d'un des vers du texte. Resté inédit, le titre est repris en public en 1999 par le Mej Trio ; Yves Uzureau l'inscrit aussi à son tour de chant.
- Le Nombril des femmes d'agents : la version officielle de la chanson est gravée en studio par Brassens le 16 octobre 1953. Le texte lui est inspiré par le poème Carcassonne de Gustave Nadaud. Dans son livre La Tour des miracles, Georges Brassens s'inspire déjà de Carcassonne pour le texte d'Il n'a pas eu la chaude-pisse. En 1979, il enregistre le poème Carcassonne (sur la même musique que Le Nombril des femmes d'agents) pour une émission de radio, enregistrement publié sur la compilation posthume de 1983 Brassens chante Bruant, Colpi, Musset, Nadaud, Norge.
- Les Radis : jamais chantée en public ni enregistrée en studio par Brassens, cette chanson est totalement inédite.
- Gastibelza (l'homme à la carabine) : Georges Brassens met ici en musique le poème Guitare de Victor Hugo ; il enregistre la version officielle de ce titre en studio le 17 novembre 1954.
- La Valse des gros culs : court morceau instrumental composé par Brassens.

3. Titres enregistrés à Bruxelles en 1955
- Viens : accompagné par Pierre Nicolas au violoncelle, Georges Brassens reprend la chanson composée et interprétée par Gilbert Bécaud sur des paroles de Charles Aznavour.
- Les Croix : Georges Brassens se livre ici à un pastiche de la chanson de Louis Amade et Gilbert Bécaud.
- Quand tu danses : Brassens cette fois encore chante Bécaud.
- Leçon de chant à Püppchen : Ich bin von kopf bis fuss, La Chasse aux papillons : Georges Brassens dirige ici sa compagne, Püppchen, qui interprète un extrait d'une chanson rendue célèbre par Marlene Dietrich, puis s'essaie sur La Chasse aux papillons.
- J'étais le maquereau : Brassens utilise quatorze ans plus tard la musique de ce titre (resté totalement inédit), pour la chanson Révérence parler interprétée à Bobino en 1969 ; un titre qu'il n'enregistre pas, car peu satisfait du résultat. Trois ans plus tard, mais sur une autre musique, le texte modifié devient Le Blason.
- Mon père me donne cent sous : chanson de carabin, qui aurait pu intégrer un disque de chansons paillardes que Georges Brassens envisage un temps d'enregistrer.
- Dans la ville de Mézières : Brassens, comme pour le titre précédent, s'essaie à la chanson paillarde. Selon les recueils, cette chanson est connue sous plusieurs titres (Le Wagon de pines, Le Bateau de vits, La Coloniale…).
- Belleville-Ménilmontant : en 1979, cette chanson est officiellement enregistrée par Georges Brassens pour une émission de radio, et publiée en 1983 sur la compilation posthume d'enregistrements divers (estampillée Document) Brassens chante Bruant, Colpi, Musset, Nadaud, Norge.

## Interprètes et musiciens
- Georges Brassens : guitare et chant
- Patachou : chant sur Les Amoureux des bancs publics
- Püppchen : chant sur Ich bin von kopf bis fuss et La Chasse aux papillons
- Victor Apicella (probablement)[2] : guitariste de l'orchestre de Léo Clarens
- Pierre Nicolas : violoncelle

## Édition
- 2001 : Les Débuts de Brassens, en privé 1952-1955 « Il n'y a d'honnête que le bonheur », CD Universal Music S.A. France 586 374-2.
- 2011 : réédition avec le même titre et la même présentation mais avec des durées de plages différentes (Le Gorille passe de 5:40 à 6:21), et augmentée de trois titres (Le Fossoyeur, Le Verger du roi Louis et Je suis un voyou) non commentés dans le livret, si ce n'est pour les exclure de la chronologie et de la localisation des enregistrements de l'édition précédente, mais sans préciser les lieux et dates les concernant, CD Classics Jazz France, label d'Universal Music France 2763026.

### Listes des chansons
- Textes et musiques, sauf indication contraire, sont de Georges Brassens. N. B. : la musique des chansons Le Gorille et Le Bricoleur est officiellement créditée au nom d'Eugène Météhen[3], mais c'est bien Georges Brassens qui l'a composée[4]. Météhen ne sert ici que de prête-nom pour déposer la musique de cette chanson à la Sacem.
- Les titres marqués d'un astérisque (*) sont totalement inédits.
- L'ensemble des titres de l'édition originale de ce CD est enregistré avec un matériel amateur, et les supports sont altérés par le temps[5].
- Les pistes 1 à 7 proviennent d'une bande magnétique papier, enregistrée sur un magnétophone Soundmirror.
- Les pistes 8 à 12 sont issues d'un report sur disque Pyral (78 tours), préalablement enregistrées sur un magnétophone Sonofil.
- Les pistes 13 à 20 sont enregistrées sur une bande magnétique avec un magnétophone Soundmirror[5].
- Dans la réédition de 2011, trois titres supplémentaires sans lieu ni date sont intercalés : Le Fossoyeur (durée 1:13) après Les Croix, Le Verger du roi Louis (durée 1:14) après Leçon de chant à Püppchen et Je suis un voyou (durée 1:40) en conclusion après Belleville-Ménilmontant. La numérotation des plages de cette réédition est incrémentée en conséquence.

| No  | Titre | Paroles                      | Musique                  | Durée |
| --- | --- | ---------------------------- | ------------------------ | ----- |
| 1.  | Brave Margot |                              |                          | 4:28  |
| 2.  | La File indienne *                                                                                                |                              |                          | 5:44  |
| 3.  | Répétition du gorille                                                                                             |                              |                          | 1:20  |
| 4.  | Le Gorille |                              | Eugène Météhen           | 5:40  |
| 5.  | Les Croque-morts améliorés *                                                                                      |                              |                          | 3:01  |
| 6.  | Le Bricoleur * |                              | Eugène Météhen           | 2:47  |
| 7.  | Les Amoureux des bancs publics (chanté par Patachou)                                                              |                              |                          | 2:19  |
| 8.  | Il n'y a d'honnête que le bonheur *                                                                               |                              |                          | 2:21  |
| 9.  | Le Nombril des femmes d'agents                                                                                    |                              |                          | 2:22  |
| 10. | Les Radis * |                              |                          | 4:16  |
| 11. | Gastibelza (l'homme à la carabine)                                                                                | poème de Victor Hugo         |                          | 1:53  |
| 12. | La Valse des gros culs * (instrumental)                                                                           |                              |                          | 0:53  |
| 13. | Viens * | Charles Aznavour             | Gilbert Bécaud           | 1:57  |
| 14. | Les Croix * | Louis Amade                  | Gilbert Bécaud           | 1:13  |
| 15. | Quand tu danses *                                                                                                 | Frank Gérald, Pierre Delanoë | Gilbert Bécaud           | 2:24  |
| 16. | Leçon de chant à Püppchen (a) Ich bin von kopf bis fuss (b) La Chasse aux papillons (a et b chantés par Püppchen) | (a) Friedrich Hollaender     | (a) Friedrich Hollaender | 4:40  |
| 17. | J'étais le maquereau *                                                                                            |                              |                          | 0:42  |
| 18. | Mon père me donne cent sous *                                                                                     | Traditionnel                 | Traditionnel             | 1:31  |
| 19. | Dans la ville de Mézières *                                                                                       | Traditionnel                 | Traditionnel             | 0:59  |
| 20. | Belleville - Ménilmontant                                                                                         | Aristide Bruant              | Aristide Bruant          | 1:58  |